# Francis Travis
Francis Travis (* 9. Juli 1921 in Detroit, Michigan; † 28. April 2017 in München) war ein Schweizer Dirigent und Hochschullehrer US-amerikanischer Herkunft.

## Werdegang
Travis studierte an der Wayne State University in Detroit, der Michigan State University in East Lansing, der University of Michigan in Ann Arbor und schließlich an der Universität Zürich, wo er mit einer Dissertation über Verdi bei Paul Hindemith und Antoine-Elisée Cherbuliez einen Doktorgrad in Musikwissenschaft erlangte. Daneben war er fünf Jahre Schüler, später Assistent von Hermann Scherchen.
Ab 1953 wirkte er als freiberuflicher Dirigent. Er arbeitete als Gastdirigent mit mehr als achtzig Orchestern europaweit sowie in Japan, China und Korea und trat bei zahlreichen europäischen Musikfestivals sowie im Rundfunk und Fernsehen auf. Sein Repertoire reichte von Werken des Frühbarock bis zur Avantgarde des 20. Jahrhunderts. Neben Werken der klassischen Moderne (Arnold Schönberg, Alban Berg, Anton Webern, Edgar Varèse, Igor Stravinsky) dirigierte er Welturaufführungen von mehreren hundert Werken zeitgenössischer Komponisten, insbesondere im Rahmen der Konzerte der International Society for Contemporary Music (ISCM), deren Schweizer Sektion er von 1974 bis 1978 als Präsident leitete, und von Konzertreihen zeitgenössischer Musik in Oslo, Stockholm, Berlin, Hamburg, München und Köln. 1957, 1959, 1964, 1970 und 1978 wirkte er als Dirigent bei den Weltmusiktagen der Internationalen Gesellschaft für Neue Musik (ISCM World Music Days).
Bei seinen CD-Aufnahmen konzentrierte sich Travis auf seltener eingespielte Werke z. B. von Joachim Raff und zeitgenössischen Komponisten wie Bo Nilsson, Isang Yun und Mathias Spahlinger und arbeitete mit Solisten wie Heinz Holliger, Hildegard Behrens und Sonia Theodoridou. Seine Einspielung von György Ligetis Requiem mit dem Bayerischen Rundfunk wurde im Soundtrack von Stanley Kubricks Kinofilm A Space Odyssey (2001: Odyssee im Weltraum) verwendet.
Travis wirkte fünfundzwanzig Jahre als Professor für Orchesterdirigieren an der Hochschule für Musik Freiburg. Zu seinen Schülern zählten u. a. Douglas Bostock, Eberhard Dietz, Hortense von Gelmini, Robert HP Platz, Burkhard Rempe, Leendert Runia und Arturo Tamayo.
Er war dann Chefdirigent am Basler Theater und dem Theater Trier sowie ständiger Gastdirigent der Nederlandse Opera Stichting in Amsterdam. Von 1990 bis 1995 lebte er in Tokio, wo er als Dirigent verschiedener japanischer Orchester und Chöre wirkte und Dirigieren an der Tokyo National University of Fine Arts and Music unterrichtete.
In jüngerer Zeit widmete er sich verstärkt der Oper und dirigierte u. a. am Royal Opera House London, der Bayerischen Staatsoper München, am Teatro Colón in Buenos Aires und am Teatro Real in Madrid. Zuletzt lebte er in München, wo er im Alter von 95 Jahren verstarb.